# Симбуцу бунри
Симбуцу бунри (яп. 神仏分離 разделение ками и будд) — государственная политика разделения синто и буддизма в Японии эпохи Мэйдзи.
Буддизм, попавший в Японию в VI веке, большую часть своей истории мирно сосуществовал с синтоизмом. Постепенный синтез двух религий привёл к различным синкретическим практикам (Симбуцу-сюго) — например, синтоистские божества провозглашались воплощением бодхисаттв, буддистские и синтоистские храмы располагались на одной территории (дзингудзи), а буддистские монахи могли проводить службы в дзиндзя.
В XVII веке под влиянием школы кокугаку («национальное учение») в Японии усилились антибуддистские настроения и начались процессы по очищению синто от чуждого буддистского влияния. После реставрации Мэйдзи новая власть выбрала синто основой национальной идеологии, а потому поддержала эти процессы законодательно. Серия указов «О различении ками и будд» (神仏判然の令) в 1868 году запретила синкретические практики, существующие дзингудзи были закрыты или разрушены, буддистские (и возникшие под влиянием буддизма) культовые предметы удалены из дзиндзя, множество буддистских служителей расстрижено. Было запрещено применять буддистскую терминологию к синтоистским ками.
Особенно рьяные местные активисты восприняли эти указы как часть кампании по уничтожению буддизма и действовали под лозунгом «Сотри Будду, уничтожь Шакью» (廃仏毀釈), хотя власти призывали самых радикальных противников буддизма к сдержанности. Указ о свободе религиозных убеждений, выпущенный в 1875 году, знаменовал собой конец симбуцу бунри. Современная конституция Японии, принятая в 1946 году, отделила религию от государства, и японцы, в основном, вернулись к прежнему сочетанию синто и буддизма.